# Bus Turístic de València
El Bus Turístic de València és un servei d'autobús turístic per a la zona de la ciutat de València i els voltants. Aquest opera per tres rutes i compta amb diversos autobusos permetent baixar i pujar quan els turistes volen. Compta amb un autobús de color roig sense sostre en el pis superior.
Les rutes consisteixen en: la ruta roja, que passa pel centre històric de la ciutat, la blava, que passa per la costa, i la verda, que passa per l'Albufera. Aquesta última no circula tot l'any com les altres, sinó que funciona entre març i desembre.

## Història
Des de 1999, a Viajes Transvia Tours li va ser concedida l'autorització per operar aquests autobusos i des del 2012, Viajes Privilege amb les mateixes condicions. Les dues autoritzacions foren renovades sense sense passar per concurs públic. Quatre dies abans de canviar de govern de l'ajuntament, aleshores pel Partit Popular, l'autorització fou renovada. El nou govern es va comprometre a renovar passant per licitació pública, cosa que no va aconseguir abans del 2019.
El juliol de 2018 un autobús del servei fou assaltat pel grup polític Arran com a part d'una campanya contra els efectes negatius del turisme. Distintes institucions (l'Ajuntament de València, el delegat del govern i el president de la Generalitat Valenciana) condemanren l'acte qualificant-lo de "turismofòbia".